# سه‌خارماهیان
سه‌خارماهیان (Triacanthidae) یکی از خانواده‌های ماهیان هستند که در منطقهٔ اقیانوس‌های هند و آرام زندگی می‌کنند.
این خانواده دارای ۷ گونه است که در ۷ سرده قرار می‌گیرند. یک سرده دیگر نیز از این ماهیان وجود داشته که منقرض شده‌است.
این ماهیان در آب‌های جنوبی ایران نیز زندگی می‌کنند که از گونه‌های موجود در ایران می‌توان سه‌خاره خال‌طلائی و سه‌خاره پوزه‌کوتاه را نام برد.